# Lê Đức Thái
Lê Đức Thái (sinh ngày 30 tháng 4 năm 1967) là một tướng lĩnh cấp cao trong Quân đội Nhân dân Việt Nam, hàm Trung tướng, hiện là Uỷ viên Ban Chấp hành Trung ương Đảng Cộng sản Việt Nam khoá XIII, Ủy viên Quân ủy Trung ương, Phó Bí thư Đảng ủy, Tư lệnh Bộ đội Biên phòng.

## Xuất thân
Ông sinh ngày 30 tháng 4 năm 1967, quê quán ở phường Cộng Hòa, thị xã Quảng Yên, Quảng Ninh. Ông là Tư lệnh thứ 14 của Bộ đội Biên phòng Việt Nam (trước đây là Công an Nhân dân vũ trang)

## Binh nghiệp
Ông  nhập ngũ tháng 9/1984, là học viên Trường Sĩ quan Biên phòng (nay là Học viện Biên phòng) từ năm 1984-1987, sau đó về công tác tại lực lượng Biên phòng Quảng Ninh.
Giai đoạn 1987-2011, ông  đảm nhiệm các chức vụ: Đội trưởng Vũ trang, Phó Đồn trưởng, Đồn trưởng tại các đồn Biên phòng và một số vị trí công tác tại Bộ Chỉ huy Bộ đội Biên phòng (BĐBP) Quảng Ninh.
Từ năm 2011 đến 2014, ông là Phó Chỉ huy trưởng, Tham mưu trưởng Bộ Chỉ huy Bộ đội Biên phòng tỉnh Quảng Ninh.
Năm 2014, ông được bổ nhiệm giữ chức Chỉ huy trưởng Bộ Chỉ huy Bộ đội Biên phòng tỉnh Quảng Ninh.
Tháng 7 năm 2017, ông được Thủ tướng Nguyễn Xuân Phúc bổ nhiệm làm Phó Tư lệnh Bộ Tư lệnh Bộ đội Biên phòng. Đồng thời, ông được Chủ tịch nước Trần Đại Quang thăng quân hàm Thiếu tướng.
Ngày 25 tháng 7 năm 2017, Đảng uỷ, Bộ Chỉ huy BĐBP tỉnh đã tổ chức lễ bàn giao chức danh Chỉ huy trưởng giữa Thiếu tướng Lê Đức Thái, nguyên Chỉ huy trưởng Bộ Chỉ huy BĐBP tỉnh được Thường vụ Quân uỷ Trung ương, Bộ Quốc phòng bổ nhiệm giữ chức vụ Phó Tư lệnh BĐBP Việt Nam từ ngày 17/7 và Đại tá Đặng Toàn Quân, nguyên Phó Chỉ huy trưởng BĐBP tỉnh được bổ nhiệm giữ chức vụ Chỉ huy trưởng Bộ Chỉ huy BĐBP tỉnh từ ngày 18/7/2017. Dự lễ bàn giao có: Trung tướng Hoàng Xuân Chiến, Uỷ viên Trung ương Đảng, Uỷ viên Quân uỷ Trung ương, Tư Lệnh BĐBP Việt Nam (Thứ trưởng Bộ Quốc phòng).
Ngày 03 tháng 9 năm 2019, Đảng ủy, Bộ Tư lệnh Bộ đội Biên phòng vừa tổ chức hội nghị bàn giao chức trách, nhiệm vụ Tham mưu trưởng, Bộ đội Biên phòng. Dưới sự chủ trì của Trung tướng Hoàng Xuân Chiến, Ủy viên Trung ương Đảng, Ủy viên Quân ủy Trung ương, Tư lệnh Bộ đội Biên phòng, Thiếu tướng Nguyễn Văn Nam, Phó Tư lệnh - Tham mưu trưởng Bộ đội Biên phòng và Thiếu tướng Lê Đức Thái, Phó Tư lệnh Bộ đội Biên phòng đã ký biên bản bàn giao chức trách, nhiệm vụ Tham mưu trưởng Bộ đội Biên phòng..
Năm 2019, ông tham gia lớp bồi dưỡng kiến thức mới cho cán bộ quy hoạch chiến lược khóa XIII tại Học viện Chính trị Quốc gia Hồ Chí Minh.
Ngày 20 tháng 07 năm 2020, ông được Bộ trưởng Bộ Quốc phòng giao Phụ trách Tư lệnh Bộ đội Biên phòng.
Ngày 28 tháng 7 năm 2020, tại Hà Nội, Thượng tướng Nguyễn Chí Vịnh, Ủy viên Trung ương Đảng, Ủy viên Thường vụ Quân ủy Trung ương (QUTƯ), Thứ trưởng Bộ Quốc phòng (BQP) đã chủ trì Hội nghị bàn giao nhiệm vụ Tư lệnh Bộ đội Biên phòng (BĐBP). Theo đó, Trung tướng Hoàng Xuân Chiến, Ủy viên Trung ương Đảng, Thứ trưởng Bộ Quốc phòng, nguyên Tư lệnh BĐBP đã bàn giao chức vụ Tư lệnh BĐBP cho Thiếu tướng Lê Đức Thái, Phó Tư lệnh, Tham mưu trưởng BĐBP, phụ trách Tư lệnh BĐBP.
Ngày 06 tháng 8 năm 2020, tại Đại hội đại biểu Đảng bộ Bộ đội Biên phòng Việt Nam lần thứ XV nhiệm kỳ 2020 - 2025, ông trúng cử vào Ban Chấp hành Đảng bộ Bộ đội Biên phòng Việt Nam và được bầu làm Phó Bí thư Đảng ủy Bộ đội Biên phòng Việt Nam nhiệm kỳ 2020 - 2025.
Ngày 11 tháng 9 năm 2020, tại Quyết định 1399/QĐ-TTg Thủ tướng Chính phủ bổ nhiệm đồng chí Thiếu tướng Lê Đức Thái giữ chức Tư lệnh Bộ đội Biên phòng, Bộ Quốc phòng.
Ngày 30 tháng 01 năm 2021, Tại Đại hội đại biểu toàn quốc lần thứ XIII của Đảng, đồng chí được bầu là Ủy viên Ban Chấp hành Trung ương Đảng Cộng sản Việt Nam khoá XIII, nhiệm kỳ 2021-2026.
Tháng 8 năm 2021, thừa ủy quyền của Chủ tịch nước Nguyễn Xuân Phúc, Đại tướng Phan Văn Giang, Phó Bí thư Quân ủy Trung ương, Bộ trưởng Bộ Quốc phòng đã trao quyết định thăng quân hàm từ Thiếu tướng lên Trung tướng cho Tư lệnh Lê Đức Thái.